# 빌헬름 에두아르트 베버
빌헬름 에두아르트 베버(독일어: Wilhelm Eduard Weber, 1804년 10월 24일 ~ 1891년 6월 23일)는 독일의 물리학자이다.

## 생애
아버지 미하엘 베버(독일어: Michael Weber)가 신학 교수였던 비텐베르크에서 태어났다. 세 형제 중 둘째였는데, 모두가 각각 과학에서 뚜렷한 업적을 남겼다. 할레·괴팅겐 대학교를 졸업하였다. 할레 대학교 교수를 거쳐 1831년에 카를 프리드리히 가우스의 추천으로 괴팅겐 대학교에서 교수를 지냈다. 1837년 하노버 헌법 폐지에 항의하여, 1843년 괴팅겐 대학교에서 추방되자 1849년까지 라이프치히 대학교에서 물리학 교수로 있다가, 1849년 괴팅겐 대학교에 복직하였다.
베버는 괴팅겐에서 죽었고 막스 플랑크와 같은 곳에 묻혔다.

## 업적
수리 전자기론의 개척자이며, 1846년 '베버의 법칙'을 발견하여 전기 역학적 현상의 기초를 세웠다. 전류계·지자기·감응기 등을 고안하고 전기의 여러 양의 절대 단위계를 도입하였다. SI 단위 중 자속을 나타내는 웨버(symbol: Wb)는 이의 이름을 딴 것이다.
가우스와 자기학을 연구해 1864년에 전하의 절대 단위 체계를 포함하는 논문을 발표했다.

## 형제
- 에른스트 하인리히 베버
- 에두아르트 베버